# 에티오피아의 HIV/AIDS

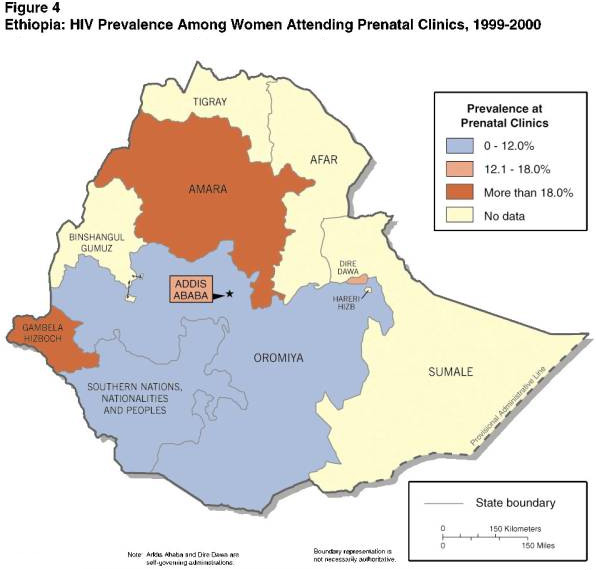
에티오피아의 지역별 유병률

에티오피아에서는 전 인구의 약 15% 이상이 빈곤선 이하의 절대빈곤층으로 살고 있는 등 보건적으로 취약한 거대한 인구집단을 가지고 있다. 에티오피아의 HIV/AIDS는 국민의 기대 수명을 7년가량 줄이고 노동력도 감소시키는 등 전반적인 국가 성장에 있어서 큰 장애물이다. 2020년 UNAIDS 발표 기준 에티오피아의 HIV 양성 인구는 약 62만명이고, 한 해 동안 12,000명이 새로 감염되었으며 13,000명이 AIDS 관련 질병으로 사망하였다.
에티오피아 내에서 사전 동의를 받은 15세에서 49세 사이 남성 5,780명과 여성 5,300명을 상대로 한 조직검사 결과 전체적인 HIV 유병률은 1.4%로 나왔으며 극빈층과 일부 지역에서는 유행 수준으로 퍼져 있는 것으로 추정된다. 실제 성인 HIV 유병률은 3.3%로 추정된다. 개별 주로 따질 경우 남부국민민족인민주의 0.2%에서 감벨라주에서 최고 6.0%까지 다양하다. 이전에는 추정치가 매우 높았으나 감시 데이터가 많아지고 분석 기술이 개선되면서 2005년 이후 추정치는 많이 낮아졌다. 위와 같은 조사에서 HIV의 유병률은 도시 지역에서 4.7%에서 3.2%로 감소하였다. 2006년 기준 에티오피아 인구의 3.3%가 HIV에 감염되었으며, 2020년에는 이 수치가 0.9%로까지 감소하였다.

## 감염
에티오피아 내에서 HIV 바이러스의 전염은 주로 이성간 성적 접촉으로 이루어진다. 젊은 여성이 남성보다 감염에 훨씬 취약하며, 도시의 경우 여성의 감염율이 남성보다 3배가량 높지만 시골 지역에서는 감염자 성비가 1:1로 거의 비슷하다. 에티오피아 내에서 HIV 감염자가 더 많은 취약계층에는 성 노동자, 경찰관, 군인 등이 있다.

## 기타 문제
에티오피아는 생산성 저하, 사회 갈등, 열약한 농업 환경, 반복되는 가뭄 현상으로 매년 1만명에서 최대 15만명의 사람들이 기아의 위험에 처해 있다. 보건 분야에서도 의료인과 상담원이 부족할 뿐 아니라 희박한 보건 복지, 나쁜 위생 상태, 비효율적인 조달 체계, 취약한 환자 검토 및 평가 체계로 많은 부분이 부족하다. 또한 에티오피아 내의 장기간 지속된 분쟁, 기근, 가뭄으로 광범위한 인구 이동이 일어나 난민들이 월경하며 분쟁을 촉발시키고 있다. 2009년 1월 기준 에티오피아 내에서 97,300명의 난민이 있으며 UNHCR 기준 2021년에는 티그라이 전쟁의 영향으로 795,108명으로 늘어났다.

## 치료
에티오피아에서는 다양한 구호 단체에서 기증한 제네릭 의약품을 가임기 여성에게 배포하는 프로그램이 개발되고 있다.

## 같이 보기
- 아프리카의 HIV/AIDS